# Bellari
Le bellari est une langue dravidienne, parlée par les Beḷāri, une tribu qui vit dans les Ghats occidentaux, dans le district de Dakshina Kannada de l'État de Karnataka, en Inde.